# Uttar Kamakhyaguri
Uttar Kamakhyaguri és una vil·la al districte de Jalpaiguri, a l'estat indi de Bengala Occidental.